# Johan Friberg Da Cruz
Johan Friberg Da Cruz (* 4. Juni 1986) ist ein ehemaliger schwedischer Fußballspieler. Der Abwehr- und Mittelfeldspieler, der 2005 im schwedischen Profifußball debütierte, ist der Bruder von Bobbie Friberg Da Cruz, mit dem er zusammen bei GAIS spielte.

## Werdegang
Friberg Da Cruz begann seine Laufbahn bei BK Häcken. 2002 schloss er sich der Jugendmannschaft von GAIS an. In der Spielzeit 2005 debütierte er für den Klub in der Superettan. Nach zwölf Zweitligaspielen feierte er am Ende der Saison den Aufstieg in die Allsvenskan. In den folgenden beiden Jahren konnte er sich jedoch nicht durchsetzen und kam im schwedischen Oberhaus innerhalb von zwei Jahren nur auf fünf Einsätze. 
Um mehr Spielzeit zu bekommen, verließ Friberg Da Cruz daher im Januar 2008 GAIS und wechselte zum Drittligisten Västra Frölunda IF. Nach einer Spielzeit in der Division 1 Södra verließ er den Klub und zog in die dritte dänische Liga zum Blokhus FC weiter. Hier blieb er wiederum nur ein Jahr, um im Frühjahr 2010 in seine schwedische Heimat zurückzukehren. Beim Zweitligisten Ljungskile SK unterschrieb er im Februar einen Ein-Jahres-Kontrakt. Nachdem er in der Liga nur zu einem Einsatz gekommen war, verließ er den Verein nach Saisonende und schloss sich dem Viertligisten Assyriska BK an. Mit dem Verein erreichte er Ende 2016 den Aufstieg in die dritte Liga. Ende 2017 beendete er seine Karriere.